# Xã Garden, Quận Cherokee, Kansas
Xã Garden (tiếng Anh: Garden Township) là một xã thuộc quận Cherokee, tiểu bang Kansas, Hoa Kỳ. Năm 2010, dân số của xã này là 3.045 người.